# Abatihe
Abatihe, jedno od nestalih plemena brazilskih indijanaca koji su živjeli između riječnih slivova rio Aquidauana i rio Tabaco, na području države Mato Grosso do Sul.